# Tyra Haraldsdatter
Tyra Haraldsdatter, también Tyri o Thyra (939-1000) fue una princesa de Dinamarca y reina consorte de Noruega, esposa de Olav Tryggvason (siglo X).
Tyra era hija del rey Harald Blåtand y Gunnhild Olafsdotter de Suecia. Casó en primeras nupcias con el príncipe y pretendiente del trono sueco Styrbjörn el Fuerte. A la muerte de su marido en la Batalla de Fýrisvellir casó con un príncipe wendo, Burislav, que abandonó para casarse con Olaf Tryggvason, rey de Noruega, desafiando así la autoridad de su hermano Svend I.
Según la leyenda, Tyra decidió acabar su vida y morir de hambre tras conocer la muerte de Olaf en la batalla de Svolder, el 18 de septiembre de 1000.